# Brainia hirsuta
Brainia hirsuta är en insektsart som beskrevs av Boris Petrovich Uvarov 1922. Brainia hirsuta ingår i släktet Brainia och familjen gräshoppor. Inga underarter finns listade i Catalogue of Life.